# 1253-as busz
Az 1253-as jelzésű távolsági autóbusz Budapest, Népliget autóbusz-pályaudvar és Mór, autóbusz-állomás között közlekedik. A járatot a Volánbusz üzemelteti.

## Megállóhelyei
Az átszállási kapcsolatok között az azonos, de hosszabb útvonalon közlekedő 1254-es busz nincs feltüntetve. Az 1254-es nem érinti a Kanizsai utca megállóhelyet.
| 0                                                                                              | Budapest, Népliget végállomás         | 107  | 1, 1A 83 254E 607, 608, 626, 628, 629, 630, 631, 632, 633, 635, 636, 650, 653, 655, 656, 660, 661, 705 1080, 1081, 1085, 1087, 1090, 1092, 1094, 1110, 1113, 1120, 1121, 1125, 1131, 1134, 1136, 1173, 1174, 1175, 1176, 1177, 1183, 1184, 1185, 1188, 1190, 1193, 1194, 1201, 1202, 1205, 1212, 1216, 1229, 1240, 1244, 1251, 1257, 1268 |
| A szürke hátterű megállóhelyeken Mór felé csak felszállni, Budapest felé csak leszállni lehet. |                                       |      | |
| 9                                                                                              | Budapest, Petőfi híd, budai hídfő     | 98   | 4, 6 153, 154, 212, 212A, 212B 1173, 1174, 1175, 1176, 1177, 1183, 1184, 1185, 1188, 1190, 1193, 1194, 1201, 1202, 1205, 1212, 1216, 1229, 1240, 1251, 1257, 1268 |
| 11                                                                                             | Budapest, Újbuda-központ              | 96   | 4, 17, 41, 47, 48, 56 33, 53, 58, 150, 153, 154, 212, 212A, 212B 1173, 1174, 1175, 1176, 1177, 1183, 1184, 1185, 1188, 1190, 1193, 1194, 1201, 1202, 1205, 1212, 1216, 1229, 1240, 1251, 1257, 1268 |
| 16                                                                                             | Budapest, Sasadi út                   | 91   | 8E, 40, 40B, 40E, 53, 87, 88, 88A, 108E, 139, 140, 140A, 150, 153, 154, 172, 173, 187, 188, 188E, 240, 272 764 1173, 1174, 1175, 1176, 1177, 1183, 1184, 1185, 1188, 1190, 1193, 1194, 1201, 1202, 1205, 1212, 1216, 1229, 1240, 1251, 1257, 1268                                                                                         |
| 30                                                                                             | Biatorbágy, Schachermayer             | 77   | 762, 778, 782 (Biatorbágy, vasútállomás) S10 G10 S12 InterRégió (Biatorbágy) |
| 38                                                                                             | Herceghalom, vasútállomás bejárati út | 69   | 1251 S10 (Herceghalom) |
| A Kanizsai utcánál irányonként egy-egy indulás áll meg.                                        |                                       |      | |
| (46)                                                                                           | Bicske, Kanizsai utca                 | (61) | 702, 8106, 8110, 8120, 8124, 8128 |
| 48                                                                                             | Bicske, Műszaki áruház                | 59   | 702, 760, 784, 8002, 8011, 8106, 8110, 8120, 8122, 8123, 8124, 8128 1251, 1853 |
| 56                                                                                             | Felcsút, bejárati út                  | 51   | 702, 8002, 8011, 8106, 8110, 8120, 8122, 8123 1251, 1853 |
| 60                                                                                             | Bodmér, bejárati út                   | 47   | 8002, 8120 1251 |
| 64                                                                                             | Vértesboglár, Kossuth utca            | 43   | 8002, 8120 1251 |
| 68                                                                                             | Móriczmajor, bejárati út              | 39   | 8002, 8120 1251 |
| 71                                                                                             | Csákvár, Kossuth utca 57.             | 36   | 8002, 8120 1251 |
| 72                                                                                             | Csákvár, Szabadság tér                | 35   | 8000, 8000, 8120 1251 |
| 77                                                                                             | Vaskapu dűlő                          | 30   | 8000, 8002 |
| 81                                                                                             | Zámolyi elágazás                      | 26   | 8000, 8001, 8002 1251 |
| 88                                                                                             | Csákberény, Rákóczi utca              | 19   | 8001, 8099, 8360 1251 |
| 95                                                                                             | Söréd, Kossuth utca                   | 13   | 8001, 8095, 8099, 8360 1251 |
| 98                                                                                             | Csókakői elágazás                     | 9    | 8001, 8096, 8097, 8098, 8360 1251 |
| 103                                                                                            | Mór, kórház bejárati út               | 4    | 8001, 8096, 8097, 8098, 8354, 8355, 8360, 8365, 8370, 8373, 8381 1, 1C, 1D, 1E |
| 104                                                                                            | Mór, Vértes Áruház                    | 3    | 8001, 8096, 8097, 8098, 8354, 8355, 8360, 8365, 8370, 8373, 8381 1, 1C, 1D, 1E |
| 107                                                                                            | Mór, autóbusz-állomás végállomás      | 0    | 8001, 8096, 8097, 8098, 8354, 8355, 8360, 8365, 8370, 8373, 8381 1, 1D, 1E |